# Madelyn Cline
Madelyn Renee Cline, född 21 december 1997 i Goose Creek i South Carolina, är en amerikansk skådespelerska och fotomodell.
Cline är född och uppväxt i Goose Creek, South Carolina. Hon hoppade av sina universitetsstudier och flyttade till Los Angeles för att satsa på sin skådespelarkarriär.
Sedan 2020 spelar hon en av huvudrollerna, Sarah Cameron, i TV-serien Outer Banks. Hon har även medverkat i filmen Glass Onion: A Knives Out Mystery från 2022.

## Filmografi (i urval)

### Filmer
- 2016 – Savannah Sunrise
- 2018 – Boy Erased
- 2021 – This Is the Night
- 2022 – Glass Onion: A Knives Out Mystery
- 2025 – I Know What You Did Last Summer
- 2025 – The Map That Leads to You

### TV-serier
- 2016–2017 – Vice Principals (TV-serie)
- 2017 – The Originals (TV-serie)
- 2017 – Stranger Things (TV-serie)
- 2020 – Outer Banks (TV-serie) (pågående medverkan)